# Anisodes subapicata
Anisodes subapicata är en fjärilsart som beskrevs av Louis Beethoven Prout 1933. Anisodes subapicata ingår i släktet Anisodes och familjen mätare. Inga underarter finns listade i Catalogue of Life.